# Jimmy Campbell (Musiker)
Jimmy Campbell (* 4. Januar 1944 in Liverpool; † 12. Februar 2007 ebenda; eigentlich James Campbell) war ein englischer Musiker, Sänger und Songwriter aus Liverpool.

## Leben
Jimmy Campbell wuchs in Liverpool und begann seine musikalische Karriere bei der Beatband Panthers, die am 13. Januar 1962 für die Beatles in der Hambleton Hall in Huyton eröffnen durften. Dabei soll sich John Lennon wohlwollend über die Band geäußert haben.
Im März 1964  wechselten die Panthers durch einen Zufall ihren Namen. Sie spielten für Radio Luxembourg in deren Block Sunday Night at the Cavern und Moderator Bob Wooler verwechselte den Bandnamen mit dem Namen des Vororts Kirkby, wo die Band herkam. Der Name blieb haften und so begann die Band unter diesem Namen aufzunehmen. 1966 erschien die Single It's a Crime. ie Gruppe trat als Vorband von Herman’s Hermits in Finnland auf und wurde eine Kultband des Merseybeats.
Ende der 1960er änderte die Band ihren Namen in 23rd Turnoff und spielte einen an den Psychedelic Rock angelehnten Stil. Die Band veröffentlichte 1967 die Single Michael Angelo für Deram, das Proggressive-Rock-Label von Decca Records. Die Plattenfirma ließ die Gruppe jedoch fallen, als die Verkaufszahlen hinter den Erwartungen zurückblieben. Auch diese Gruppe entwickelte sich zu einer Kultband. Beide Bands erschienen 2004 auf der Kompilation The Dream of Michaelangelo, wo alle Songs der beiden Bands erneut veröffentlicht wurden. Diese erhielt sehr gute Rezensionen in der Musikpresse.
Ab 1969 veröffentlichte Jimmy Campbell insgesamt drei Soloalben, die jedoch weitestgehend erfolglos blieben. Son of Anastasia erschien 1969 über das Label Fontana Records und beinhaltete überwiegend Neuinterpretationen von 23rd Turnoff im Akustischen Gewand. Es wurde von der kritik hochgelobt, verschwand aber in der Versenkung. 1970 erschien sein zweites Soloalbum Half Baked mit der obskuren Textzeile „In my room, with its broken door… and pictures on the wall of Hitler, John and Paul“. Joey Ramone soll sich begeistert von dem Album gezeigt haben. Die Promophase fiel jedoch in einen Streik der Arbeiter in der Musikindustrie und so gab es keine Fernseh- und Radiopromotion. Nach dem erneuten Misserfolg gründete er mit Billy Kinsley von den Merseybeats die Band Rockin' Horse. Mit ihnen spielte er das Album Yes It Is ein. Nach dem ersten Album und einer Single unter  dem Tarnnamen Atlantis verließ er die Gruppe jedoch. 1972 spielte er auf einer Europatournee in der Begleitband von Chuck Berry. 1972 erschien sein letztes Soloalbum Jimmy Campbell’s Album über Philips Records. Es folgten noch einige Auftritte im britischen Radio, dann beendete er seine musikalische Karriere.
Nach der gescheiterten Musikkarriere versuchte Campbell in der Arbeitswelt Fuß zu fassen. Er war jedoch schwerer Alkoholiker und seine Lebensjahre seit den 1980ern wurden als eher tragisch wahrgenommen. Gerüchten zufolge soll er in den 1980ern ein viertes Soloalbum aufgenommen haben. Nachdem er bei einem Pubbesuch nach Hause kam, soll bei ihm eingebrochen worden und das Mastertape verloren gegangen sein. Später löste er sich vom Alkohol, doch jahrelanges Trinken und Rauchen hatte seine Gesundheit schwer belastet. In den 2000ern arbeitete er an einem Comeback. Er verstarb jedoch am 12. Februar 2007 im Alter von 63 Jahren an einem Lungenemphysem.

## Bedeutung
Sowohl The Kirkbys als auch 23rd Turnoff gelten heute als Kultbands der 1960er, The Kirkbys als Beatband und 23rd Turnoff als Psychedelic-Rock-Band. Jimmy Campbells Songwriting-Talent war bereits zu seinen Lebzeiten bekannt. Einige seiner Songs wurden in Versionen anderer Bands bekannt. So zum Beispiel She'll Get No Lovin’ That Way in der Version von The Escorts, Dreamin’ und Penny in My Pocket von The Merseys sowie Keep Me Warm Til the Sun Shines von Swinging Blue Jeans und When I Find You von Cliff Richard. Sein Werk wurde ab den 2000ern der Öffentlichkeit wieder zugänglich gemacht. So erschienen einige Rerelases und auch Bill Kingsley nahm einige unveröffentlichte Songs auf beziehungsweise stellte diese fertig. The Guardian nahm die 23rd Turnoff-Kompilation in seine 1001 albums to hear before you die-Liste auf. Auf Grund dessen wird er gerne mit Rodriguez und Nick Drake verglichen, die ebenfalls erst späten Ruhm erfuhren.
2021 veröffentlichte Ex Norwegian unter dem Titel Ex Norwegian & Friends Sing Jimmy Campbell  ein Coveralbum mit seinen Stücken.

## Diskografie

### Solo

#### Alben
- 1969: Son of Anastasia (Fontana Records)
- 1970: Half Baked (Vertigo Records)

- 1972: Jimmy Campbell's Album (Philips)

#### Kompilationen
- 2011: Live 1977 (Viper)
- 2012: Troubadour – Lost Recordings (1965–1991) (Viper)

#### Singles
- 1969: Lyanna
- 1969: On a Monday
- 1970: Don't Leave Me Now
- 1970: Dulcie (It’s Decemmber)
- 1970: Green Eyed American Actress

### Mit The Kirkbys
- 1965: Cos My Baby's Gone (Single, RCA Victor)
- 1965: Don't You Want Me No More (Single, RCA Victor)
- 1966: It's a Crime (Single, RCA Victor)
- 2004: The Dream of Michelangelo (Kompilation, RPM Records/Caruso Records)
- 2022: The Kirkbys (7’’, You Are the Cosmos)

### Mit The 23rd Turnoff
- 1967: Michael Angelo (Single, Deram)
- 2004: The Dream of Michelangelo (Kompilation, RPM Records/Caruso Records)
- 2022: Michael Angelo: The Complete Recordings (Kompilation, Think Like a Key Music)

### Mit Rockin' Horse
- 1971: Yes It Is (Album, Philips)
- 1972: I Ain't Got No Time (Single unter dem Pseudonym Atlantis, Fury Records)

### Songwriting
- 1965: The Escorts – She Get's No Loving That Way
- 1968: The Merseys – Dreaming
- 1968: The Merseys – Penny in My Pocket
- 1969: Cliff Richard – When I Find You
- 1970: Sgt. Will Cuffham – And They All Came Marching Home
- 1970: Sgt. Will Cuffham – Salvantion Army Citadel